# Тшебуж
Тшебуж (пол. Trzebórz) — село в Польщі, у гміні Козелиці Пижицького повіту Західнопоморського воєводства.
Населення — 187 осіб (2011).
У 1975-1998 роках село належало до Щецинського воєводства.

## Демографія
Демографічна структура станом на 31 березня 2011 року:
|          | Загалом | Допрацездатний вік | Працездатний вік | Постпрацездатний вік |
| -------- | ------- | ------------------ | ---------------- | -------------------- |
| Чоловіки | 99      | 19                 | 70               | 10                   |
| Жінки    | 88      | 13                 | 52               | 23                   |
| Разом    | 187     | 32                 | 122              | 33                   |